# اسید متا-هیدروکسی‌فنیل‌هیدراکریلیک
اسید متا-هیدروکسی‌فنیل‌هیدراکریلیک (به انگلیسی: Meta-Hydroxyphenylhydracrylic acid) با فرمول شیمیایی C۹H۱۰O۴ یک ترکیب شیمیایی است. که جرم مولی آن ۱۸۲٫۱۷۳ g/mol می‌باشد. 